# WNT10A
WNT10A‏ (Wnt family member 10A) هوَ بروتين يُشَفر بواسطة جين WNT10A في الإنسان.